# Paulina Bonaparte
Maria Paola Buonaparte, mais conhecida como Pauline ou Paulina Bonaparte (Ajaccio, 20 de outubro de 1780 – Roma, 9 de junho de 1825) foi uma Princesa Francesa, Princesa e Duquesa Reinante de Guastalla, além de Princesa Consorte de Sulmona e Rossano atraves de seu casamento com o príncipe Camilo Borghese. Era irmã de Napoleão Bonaparte.

## Uma criança mimada

^{Paulina Bonaparte por Robert Lefèvre, 1806.}

Maria Paulina Bonaparte nasceu em Ajaccio, Córsega, em 20 de outubro de 1780. A sexta filha da família Bonaparte, era 11 anos mais nova que Napoleão (veja a árvore genealógica de Napoleão). Napoleão disse mais tarde que ele e Paulina eram os filhos mimados da família. Responsabilidade não era o forte de Paulina. Ela não recebeu educação formal e não tinha nenhuma inclinação intelectual. Seus interesses eram frívolos. Ela era uma grande namoradeira e tinha um orgulho enorme de sua aparência, especialmente de sua pele pálida e lindos pés e mãos (Napoleão também tinha orgulho de suas mãos  delicadas).

## Casamento com Leclerc
Embora Paulina quisesse se casar com outra pessoa, Napoleão arranjou para que ela se casasse com o oficial francês Victoire Leclerc. O general Bonaparte estava trabalhando em seu quarto em Milão; Leclerc estava na equipe e aproveitou uma tela para expressar seu amor por Paulina de uma forma pouco cerimoniosa. O general Bonaparte ouve um barulho, levanta-se e vê. O casamento foi celebrado sem perder um momento. Quer isso seja verdade ou não, Paulina e Leclerc se casaram em 14 de junho de 1797. Eles tiveram um filho, Dermide, em 20 de abril de 1798. Napoleão deu ao menino o nome de um herói de seu épico favorito, Ossian.
Em 1801, Napoleão nomeou Leclerc governador-geral de Saint-Domingue (atual Haiti) e o enviou para reprimir uma rebelião ali. Paulina e Dermide também foram. Embora Paulina não gostasse de morar tão longe da Europa, ela tirou o melhor proveito disso. Ela teve vários amantes e começou um zoológico de animais nativos. Mas, apesar de tudo, foi uma estadia miserável. A revolta continuou. Os franceses foram atingidos pela febre amarela. A família inteira adoeceu e Leclerc morreu em 2 de novembro de 1802. Paulina e Dermide voltaram para a França com seus restos mortais. Uma plebéia da Córsega que contava com um famoso ator francês entre seus amantes, banhada em banhos de leite para os quais foi carregada por um servo e casado com um príncipe italiano rico, pode-se dizer que levou uma vida bastante afortunada. A jornada de Paulina Bonaparte dos trapos à riqueza não teria sido possível sem seu irmão mais velho, Napoleão. Conhecida por sua beleza, impulsividade e frivolidade, Paulina amava Napoleão e era a menos exigente de seus irmãos.

## Casamento com Borghese

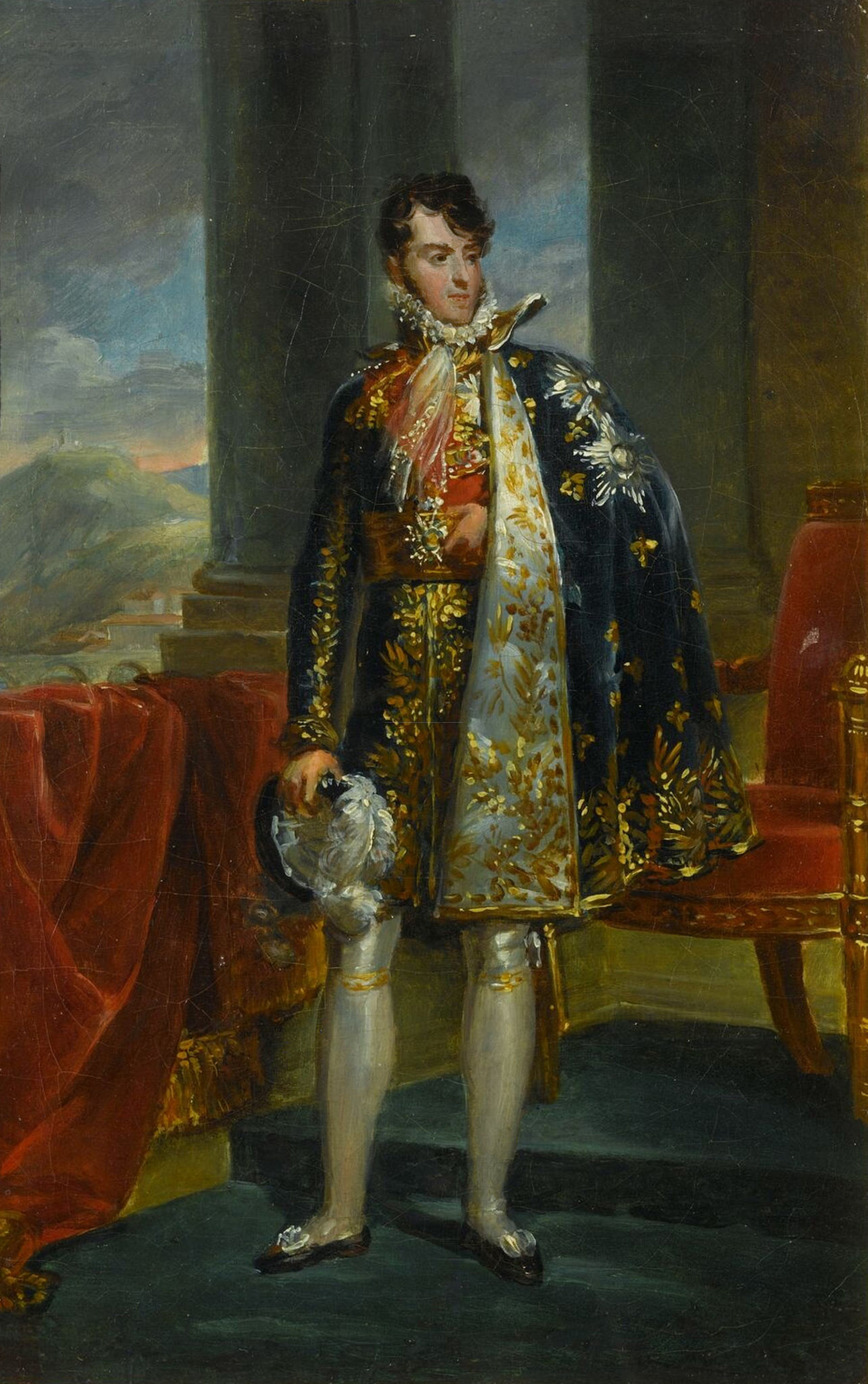
^{Camille Borghese, Príncipe de Sulmona e segundo marido de Paulina.}

Querendo consolidar os laços com a Itália ocupada pela França, Napoleão encontrou outro marido para Paulina, o príncipe Camillo Borghese, um rico nobre romano que se revelou tão superficial e irresponsável quanto ela. Eles se casaram em 28 de agosto de 1803. A falta de seriedade de Paulina, o aparente desdém pelo marido e as dicas de infidelidade não agradaram aos romanos. Napoleão escreveu a ela em 6 de abril de 1804:
"Senhora e querida irmã, - aprendi com dor que não tens o bom senso para se conformar aos costumes e costumes da cidade de Roma; que mostra desprezo pelos habitantes e que os teus olhos se voltam incessantemente para Paris. Embora ocupado com grandes negócios, desejo tornar conhecidos meus desejos e espero que você se conforme a eles. Ama o teu marido e a sua família, sê amável, habitua-te aos costumes de Roma, e põe isto na tua cabeça, que se seguires maus conselhos não podes mais contar comigo. Pode ter certeza de que não encontrará apoio em Paris e que nunca irei recebê-la lá sem seu marido. Se você brigar com ele, será sua culpa, e a França ficará fechada para você. Você vai sacrificar sua felicidade e minha estima".

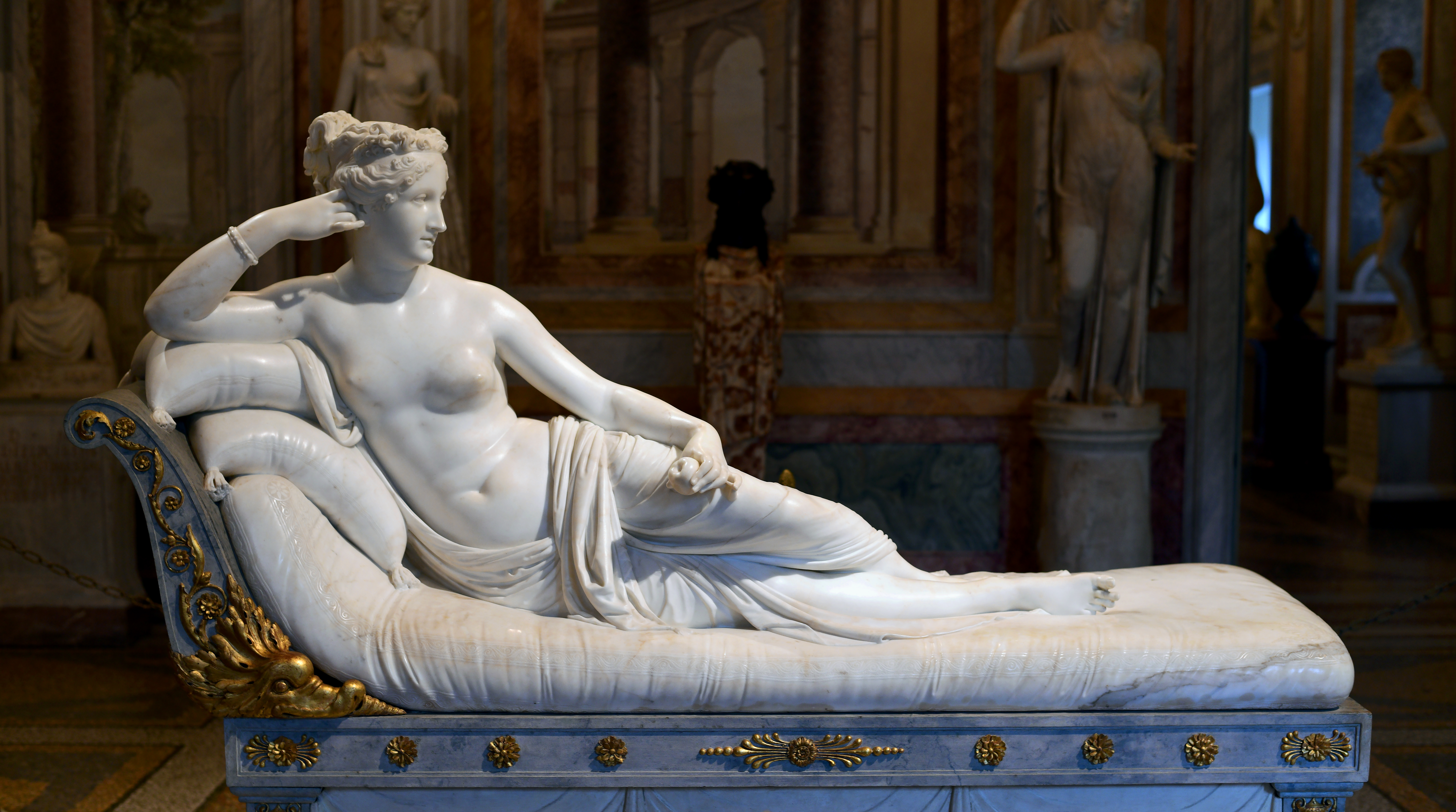
^{A famosa escultura de Paulina como Vênus Victrix, por Antonio Canova, 1805-1808.}

A saúde de Paulina continuou a incomodá-la. Borghese sugeriu que visitassem os banhos de Pisa. Paulina queria trazer Dermide, mas seu marido desaconselhou. Em vez disso, o menino de seis anos ficou com o irmão de Borghese. Em 14 de agosto de 1804, na ausência de Paulina, o menino morreu de febre e convulsões. Paulina culpou Borghese pela morte de Dermide. Ela escreveu a Napoleão:
O golpe foi tão severo. Apesar de reunir toda a minha coragem, não encontro forças para resistir. Minha saúde está visivelmente alterada e meu marido está tão assustado que quer me levar para a França, na esperança de que a mudança de ares e o prazer de estar perto de você sejam benéficos ... Paris neste momento, onde tudo está alegre, não é o lugar para uma alma tão triste quanto a minha. Em todas as outras circunstâncias, teria sido um grande prazer para mim testemunhar sua coroação, mas o destino me persegue de maneira cruel demais para me permitir tal alegria.
No final, Paulina compareceu à coroação de Napoleão, embora se opusesse a ter que segurar a cauda do vestido de Josefina. Ela não gostava de Josefina e nem da segunda esposa de Napoleão, Maria Luísa. Em 1806, Napoleão nomeou Paulina Bonaparte Borghese Princesa e Duquesa de Guastalla, na Itália. Um vagabundo disse: "É pequeno, sem dúvida, mas mesmo um pequeno monte é demais para a Princesa Borghese administrar." Paulina logo vendeu o ducado a Parma por seis milhões de francos, mantendo apenas o título de princesa. Borghese encomendou uma famosa estátua de Paulina ao mais famoso escultor italiano da época, Antonio Canova. Ela decidiu posar nua como Vênus Victrix, deixando seu marido horrorizado. Quando alguém perguntou se ela se sentia desconfortável por estar nua diante do artista, Paulina respondeu: "Ah, mas havia um incêndio na sala." 

## Descrições contemporâneas
O poeta Antoine Arnault disse que Pauline Bonaparte tinha:
"Não mais comportada do que uma colegial, falando inconsequentemente, rindo de nada e de tudo, ela contradizia as pessoas mais sérias e colocava a língua de fora para a cunhada quando Josephine não estava olhando. Ela cutucou meu joelho quando eu não prestei atenção suficiente em sua tagarelice e atraía para si mesma de vez em quando aqueles olhares ferozes com os quais seu irmão lembrava os homens mais intratáveis para pedir ... [S] ele não tinha princípios e provavelmente faria a coisa certa apenas por capricho."
Clemens von Metternich, que conheceu Paulina Bonaparte quando ele era embaixador da Áustria em Paris, escreveu:
"Paulina era tão bonita quanto possível; ela estava apaixonada por si mesma e sua única ocupação era o prazer. De caráter amável e extrema bondade, Napoleão nutria por ela um sentimento diferente daquele com o qual considerava o resto de sua família. "Paulina", ele sempre me disse, "Paulina nunca me pede nada". A Princesa Borghese, por sua vez, costumava dizer: "Eu não ligo para coroas; se eu tivesse desejado um, o teria; mas deixei esse gosto para meus parentes. "Ela tinha uma veneração por Napoleão que quase equivalia à adoração."
Mais tarde, a amiga do rei Luís XVIII, Madame du Cayla, foi questionada sobre Paulina por Carolina, princesa de Gales. Du Cayla disse:
"[S] ele tem tanta graça quanto beleza e é uma ninfa perfeita em tamanho e figura. Carolina respondeu: Uma ninfa, mas não exatamente uma vestal? Senhora, "retornou du Cayla", o mundo é muito perverso: a princesa Paulina tem muito mérito para não ter adoradores. Ela pode ter distinguido, talvez, dois ou três, e vinte ou trinta são cobrados dela." 

## Com Napoleão no exílio

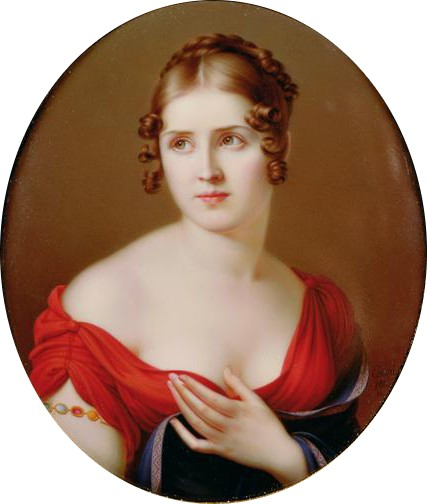
^{Retrato de Paulina por Salomon-Guillaume Couins, 1810.}

Paulina Bonaparte não teve um casamento feliz, mas como seu irmão Luís ela permaneceu nele por insistência de Napoleão. A riqueza e o título do Príncipe Borghese foram muito úteis. Embora os dois continuassem casados, eles viviam separados. Quando Napoleão foi exilado em Elba em 1814, Paulina liquidou seus bens e juntou-se a ele lá. Ela foi a única dos irmãos de Napoleão a fazer isso. Paulina se tornou a vida e a alma da comitiva de Napoleão e o ajudou generosamente a custear suas despesas. O valete de Napoleão, Louis Étienne Saint-Denis, escreveu sobre Paulina em Elba:
"Sua pessoa, pelo que se podia ver, tinha todas as belas proporções da Vênus de Médici. Nada lhe faltou senão um pouco de juventude, pois a pele do seu rosto começava a enrugar-se, mas os poucos defeitos decorrentes da idade desapareciam sob uma ligeira camada de cosmética que dava mais animação às suas belas feições. Seus olhos eram encantadores e muito vivos, seus dentes eram admiráveis e suas mãos e pés eram do modelo mais perfeito. Ela sempre se vestia com muito cuidado e no estilo de uma jovem de dezoito anos. Ela sempre disse que estava doente, indisposta; quando ela tinha que subir ou descer escadas, ela própria carregava um quadrado de veludo vermelho com um bastão com alças de cada lado, e ainda se ela estava em um baile ela dançava como uma mulher que goza de ótima saúde. Ela jantava com o imperador e ele gostava de provocá-la e zombar dela. Uma noite, ela estava tão zangada com o que o imperador havia dito a ela que se levantou da mesa e foi embora com lágrimas nos olhos. A irritação não durou muito, pois o Imperador subiu para vê-la naquela noite ou na manhã seguinte e o pequeno sentimento de aborrecimento desapareceu rapidamente."

### Últimos anos em Roma

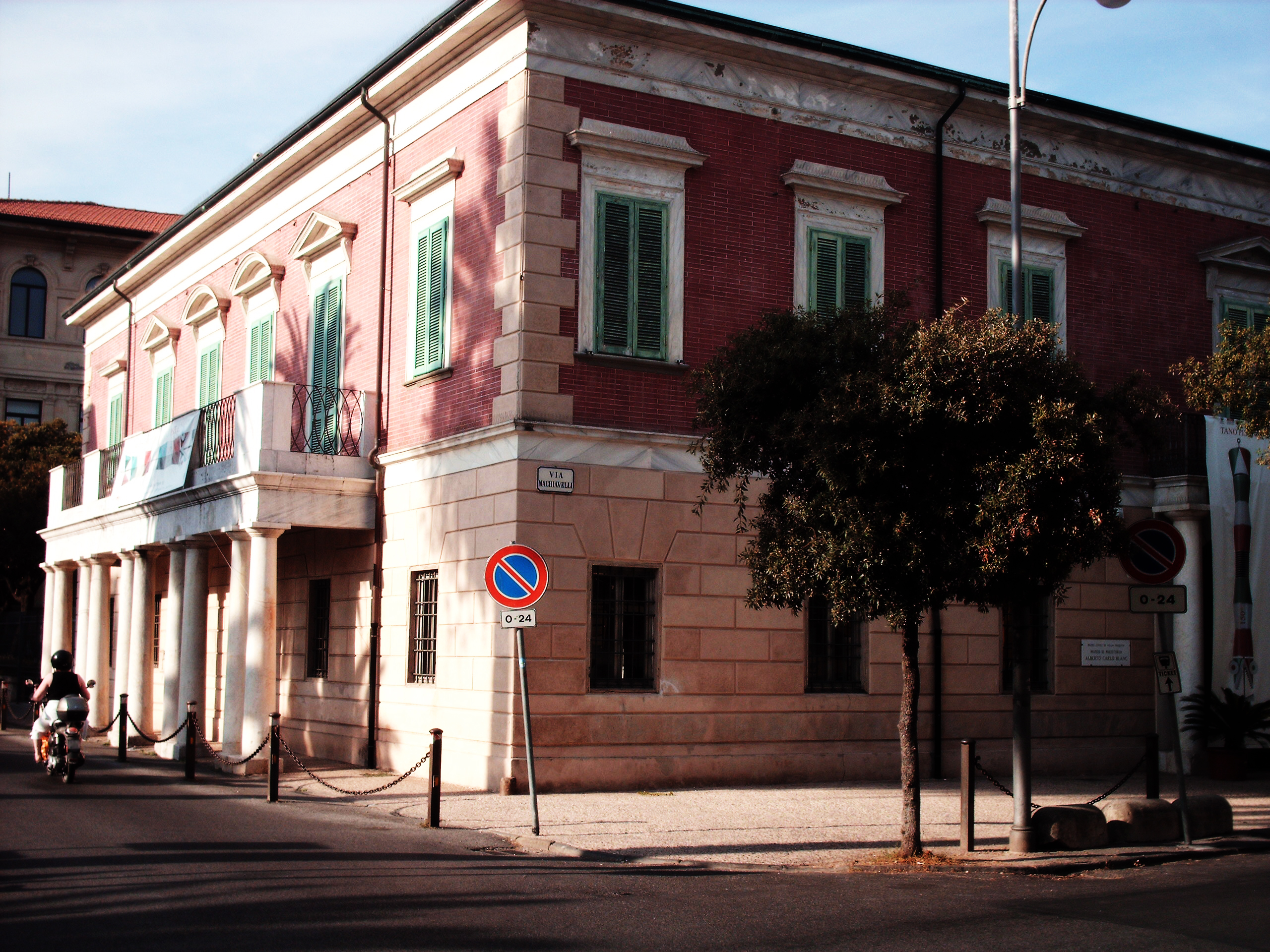
^{Vila de Paulina, mais tarde Princesa Borghese, em Viareggio. Em 1822, o arquiteto italiano Giovanni Lazzarini, projetou esta vila retangular com um jardim romântico e uma vista para o mar. O palácio também foi chamado de "Rifugeo di Venere", ou refúgio de Vênus. Após a morte de Paulina, sua irmã Carolina Murat, nascida Bonaparte herdou a vila. Atualmente abriga o Museu Municipal de Viareggio.}

Embora Paulina quisesse se juntar a Napoleão na França para seu retorno ao poder “Cem Dias” em 1815, ela foi detida pelos austríacos na Itália. Após a derrota de Napoleão na Batalha de Waterloo e subsequente exílio em Santa Helena, Paulina mudou-se para Roma. É aqui que a encontramos em Napoleão na América, junto com sua mãe Maria Letícia, seus irmãos Luís e Luciano e seu tio José Fesch. Ela tinha um apartamento no Palazzo Borghese. Ela também adquiriu uma villa, apelidada de Villa Paolina (Paulina), que agora é a Embaixada da França junto à Santa Sé. Ela teve o edifício e os jardins amplamente renovados. O Villa tornou-se conhecido pela hospitalidade, bom gosto e esplendor de Paulina. Ela recebia muitos visitantes ilustres e todas as semanas era a anfitriã de um espetacular baile, concerto, sarau ou peça.
Em 1820, Elizabeth Patterson Bonaparte (a ex-mulher americana do irmão mais novo de Napoleão, Jerónimo) escreveu a seu pai a respeito de Paulina. Ela tem cerca de trinta e sete anos de idade, a mulher mais bonita da Europa de sua idade, excessivamente luxuosa, consequentemente cara em seus hábitos, considerada extremamente caprichosa em seus apegos ... [S] ele ocupa um palácio soberbo, recebe a homenagem de todos estranhos de distinção: o prazer é a única busca na Itália. Seus modos de existência são magníficos, embora caprichosos e estragados pela adulação, o que em uma bela mulher e em uma princesa é muito natural. Dizem que ela é boa au fond (basicamente).

Paulina continuou a sucumbir a crises de saúde. Ela também se preocupava com Napoleão e esperava garantir sua libertação ou juntar-se a ele no exílio. Em 11 de julho de 1821, ela escreveu ao primeiro-ministro britânico, Lord Liverpool:
"A doença de que [Napoleão] é vítima é fatal em Santa Helena, e é em nome de todos os membros da família do imperador que exijo do governo inglês uma mudança de clima para ele. Se um pedido tão razoável tiver uma recusa, será equivalente a uma sentença de morte e, neste caso, peço licença para partir para Santa Helena, para ir e reunir-se com o Imperador, a fim de ministrar a ele em seu últimos momentos."
Ainda não havia chegado a Roma a notícia de que Napoleão morrera em 5 de maio.
A saúde de Paulina piorou. Em 1824, ela convenceu o papa a ajudá-la a se reconciliar com Borghese, que morava em Florença com uma amante. Ela passou seus últimos meses com o marido, que morreu em 9 de junho de 1825, aos 44 anos. A causa da morte foi dada como um tumor no estômago. Paulina Bonaparte Borghese está sepultada na Basílica de Santa Maria Maggiore, em Roma.

## Galeria

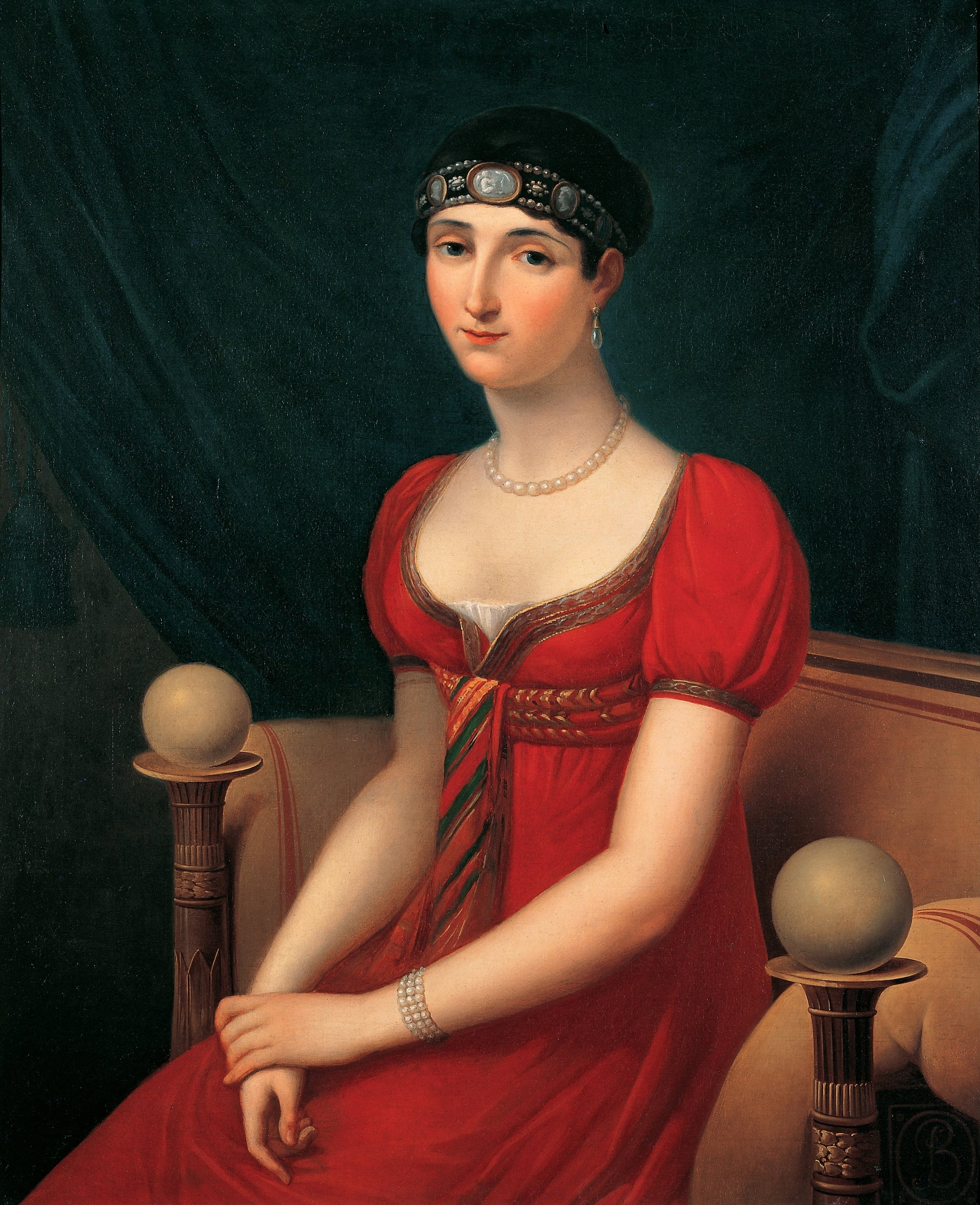
Pauline Bonaparte

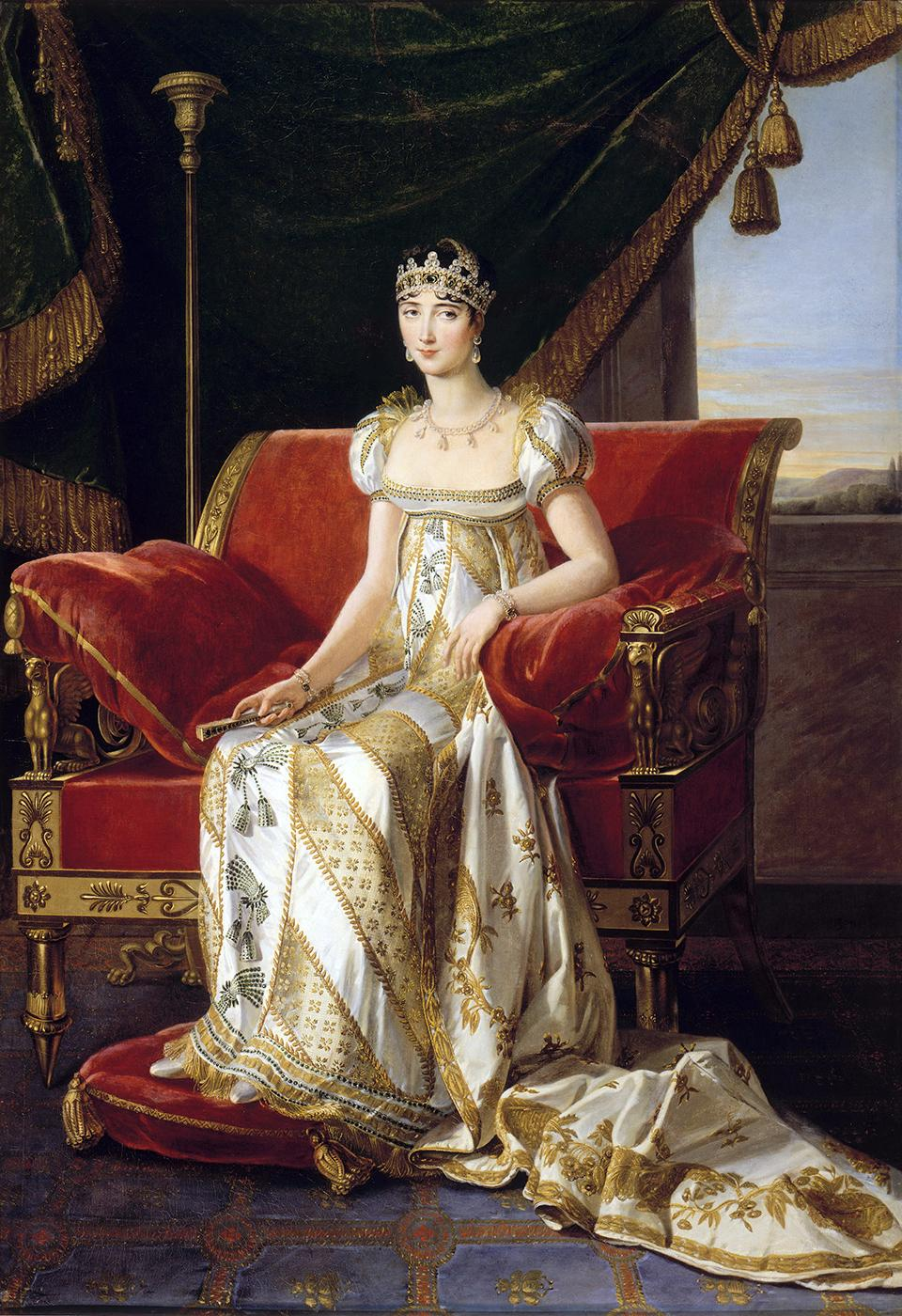
Duquesa Pauline